# Gheorghe Iova
Gheorghe Iova (n. 29 ianuarie 1950, Găgeni, România – d. 29 iunie 2019, București, România) a fost un prozator, poet și eseist român.

## Studii
A absolvit în 1972 Facultatea de Limba și Literatura Română a Universității din București, specialitatea Limba și literatura română - Limba și literatura franceză. 
Până în 1989 a fost, pe rând, profesor de limba franceză (1972-1976), în comuna Breaza și în orașul Râmnicu Sărat, muncitor necalificat la Întreprinderea de Filatură si Finisaj Balotești (febuarie-august 1978) și la Centrul de Cercetare și Proiectare a Îmbrăcămintei din cadrul Centralei Industriei Confecțiilor din București (1980-1989).
Din 1990, a fost redactor la revistele Contrapunct (1990-1992) și Contemporanul – ideea europeană (1992-1994), profesor de filosofie la Academia de Arte din București (1994-1996 și 1997-1998) și muzeograf la Muzeul Literaturii Române din București. S-a pensionat în ianuarie 2015.

## Cariera literară
A fost membru activ al cenaclului literar Junimea, condus de criticul și profesorul universitar Ovid S. Crohmălniceanu, făcând parte din grupul de prozatori și poeți Noii, alături de Mircea Nedelciu, Ioan Flora, Gheorghe Crăciun, Gheorghe Ene, Constantin Stan, Ioan Lăcustă, Emil Paraschivoiu și Sorin Preda. 
A debutat, în 1983, în antologia Desant 83, prefațată de Ovid S. Crohmălniceanu (1983; ediția a II-a, Editura Paralela 45, 2000). În 1992, a publicat volumul personal ”Texteiova”. A primit premiul Frontiera Poesis, „Cartea de poezie a anului”, pentru volumul ”1973. Sintaxa libertății de a spune”. În anul 1999, a primit Premiul Uniunii Scriitorilor din România, pentru eseu, pentru volumul ”Acțiunea textuală. Bunul simț vizionar”. În 2000, a fost distins cu premiul Asociației Scriitorilor Profesioniști din România pentru romanul ”De câți oameni e nevoie pentru sfârșitul lumii”, publicat în 1999.
Printre ultimele volume publicate se află ”Etalonul Mizil” (2016), la care a fost coautor împreună cu Cosmin Manolache, ”Ciungamații. Liber de faptul că mi se garantează litertatea. Dosar de «dușman al poporului»” (2017) și ”Citate/Cecitate” (2018).
A colaborat cu poezie, proză scurtă, fragmente de roman și articole teoretice sau de opinie la diferite reviste de cultură din țară.

## Afilieri
- Membru al Uniunii Scriitorilor din România.
- Membru fondator al Asociației Scriitorilor Profesioniști din România (ASPRO).

## Opera literară

### Poezie
- Nouă poeți (poezie, volum colectiv, 1984)
- Texteiova, poezie (1992)
- Ordinea în care el plânge (poezie, 1997)
- Sintaxa libertății de a spune (poezie, 1998)
- Călare pe mușcătură (poezie, Editura Paralela 45, 1998)
- Citate cecitate (poezie, Casa de pariuri literare,  București, 2018)

### Proză
- De câți oameni e nevoie pentru sfârșitul lumii: pulberi și țăndări ale unor resturi de fragmente ale urmelor pe care le-a lăsat un roman visat de mai multă vreme (roman, Editura Paralela 45, 1999)
- Acțiunea textuală. Bunul simț vizionar (eseuri, 2000)

### Antologii
Este prezent cu articole teoretice în antologia Competiția continuă. Generația 80 în texte teoretice (1994) și cu proză în antologia Generația 80 în proza scurtă, (Editura Paralela 45, 1998) și în secțiunea antologică a volumului Experimentul literar românesc postbelic (1998). 
Este inclus cu poeme în antologiile: Poezia română actuală, alcătuită de Marin Mincu (1998) și Romanian Poets of the 80s and 90s, alcătuită de Andrei Bodiu, Romulus Bucur și Georgeta Moarcăs (Editura Paralela 45, 1999). 

## Premii și distincții
- Premiul Asociației Scriitorilor Profesioniști din România (ASPRO) pentru roman (1999)
- Premiul Uniunii Scriitorilor din România pentru eseu (1999)